# Anagyrus thyridopterygis
Anagyrus thyridopterygis är en stekelart som först beskrevs av William Harris Ashmead 1886.  Anagyrus thyridopterygis ingår i släktet Anagyrus och familjen sköldlussteklar. Inga underarter finns listade i Catalogue of Life.